# Soufrière (plaats)
Soufrière is een kleine toeristische vissersplaats aan de zuidwestkust van Saint Lucia in het Caraïbisch gebied. Soufrière was de hoofdstad van Saint Lucia gedurende de periodes van Franse overheersing.

## Galerij

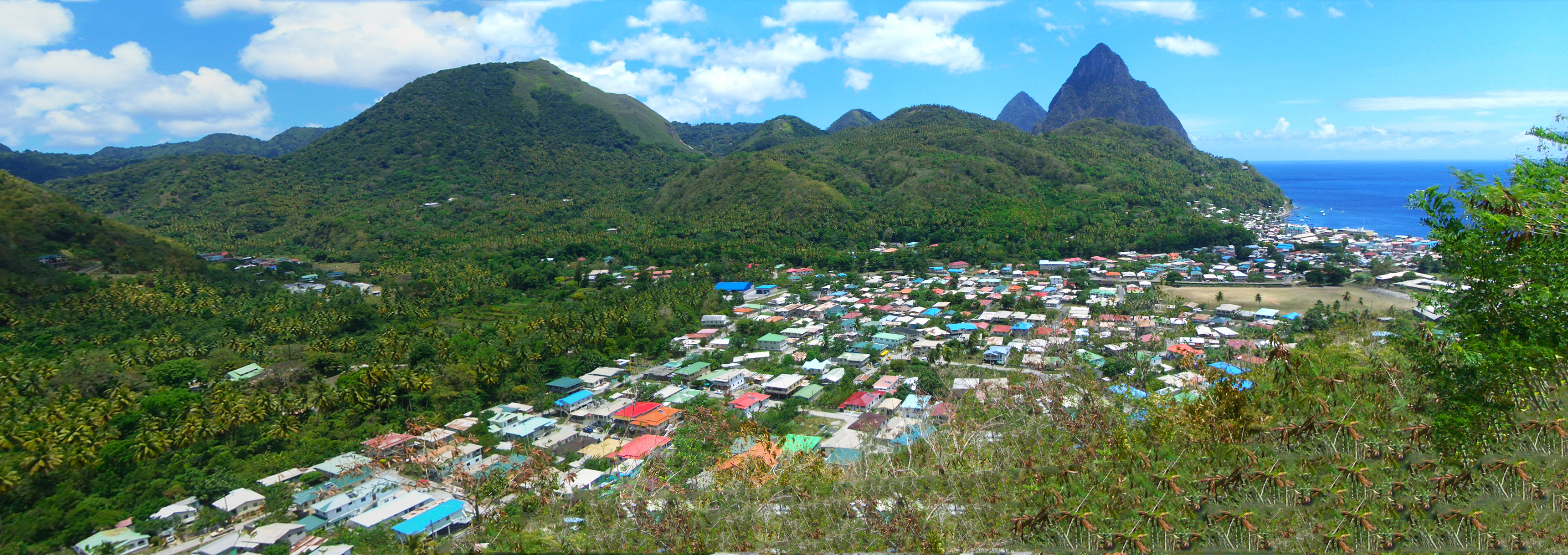
Soufrière
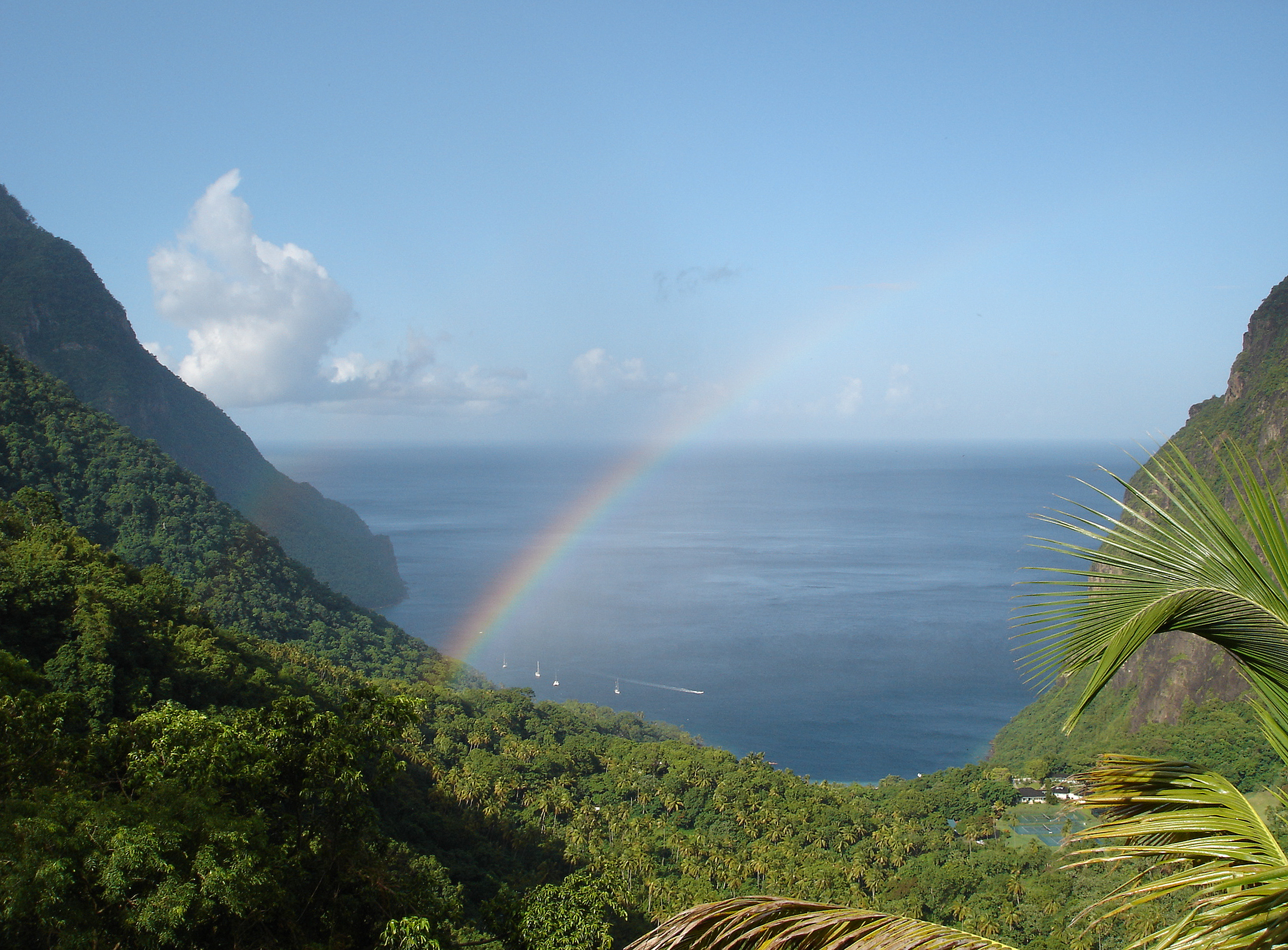
Piton Valley, UNESCO-werelderfgoedlocatie nabij Soufrière
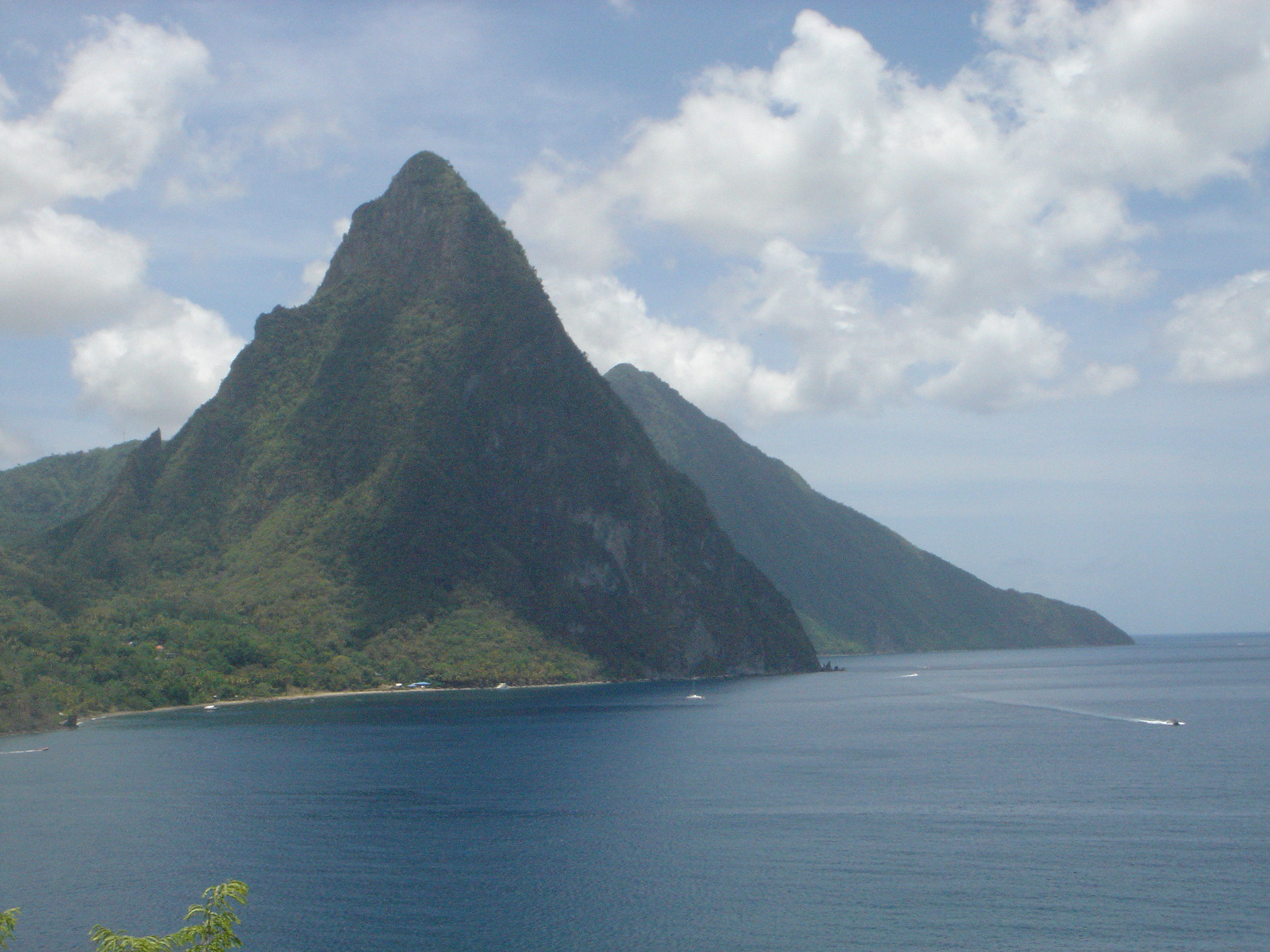
Pitons van Soufrière